# José Luis Temes
José Luis Temes (Madrid, 22 de mayo de 1956) es un director de orquesta español. 

## Biografía
Nació en Madrid en 1956. Titulado (1976) por el Conservatorio Superior de Música de Madrid. Estudió, entre otros, con los profesores Julián Labarra, Federico Sopeña, José María Martín Porrás, Enrique Llácer y Ana Guijarro.
Entre 1976 y 1981 dirigió el Grupo de Percusión de Madrid, una iniciativa entonces pionera para la difusión del repertorio internacional contemporáneo, con casi doscientas actuaciones por España, Portugal, Italia y Hungría.
En 1983, fundó una agrupación a partir de la nueva etapa que en aquel año iniciaba el Círculo de Bellas Artes de Madrid. Tomará el nombre de Grupo Círculo y realizará una extensísima labor de estreno y difusión de la nueva música española, con más de un centenar de estrenos y numerosas grabaciones discográficas, hasta su desaparición en 2001.
En la década de los 80 dio el salto a la dirección orquestal. Desde entonces ha dirigido regularmente la práctica totalidad de las orquestas sinfónicas españolas y varias de otros países: Filarmónica de Londres, Sinfónica della RAI (Roma), Filarmónica de Poznan (Polonia), Radio de Belgrado, Fundación Gulbenkian (Lisboa), etc. Y dirigido en ciudades como Nueva York, Montreal, Londres, París, Roma, Milán, Vicenza, Zagreb, Belgrado, Budapest, Viena, Burdeos, etc.
Temes ha dirigido hasta el momento algo más de mil conciertos. Ha estrenado más de 350 obras de música española. Y publicado más de cien discos con patrimonio musical español de los últimos tres siglos.
Ha pronunciado más de 400 conferencias y ponencias en cursos y congresos. Durante 44 años ininterrumpidos (1976-2021) ha sido y es profesor en los Cursos de Apreciación Musical que fundara Pedro Machado de Castro, en los que ha impartido más de 200 conferencias.
En 2008 recibió el Premio Nacional de Música, de manos de los entonces Príncipes de Asturias, «por su inmensa labor como director de orquesta».
Paralelamente a la dirección de orquesta, ha realizado cuatro extensos proyectos:
- El Tratado de Solfeo Contemporáneo. Durante una década (1981-1991) trabajó en la recopilación y sistematización didáctica de las grandes novedades rítmicas, métricas y estéticas que la música del siglo XX había aportado al Solfeo tradicional. Ello se materializó en los cinco niveles de su Tratado de Solfeo Contemporáneo. Casi dos mil páginas didácticas con las que se han formado muchos miles de estudiantes desde entonces (hoy de libre acceso en la web del autor).

- La historia perdida del Círculo de Bellas Artes. Temes dedicó otra década (1992–2002) a la reconstrucción histórica y documental de la memoria de dicha institución madrileña -y su encaje en el contexto de la historia de a cultura española- cuyo archivo recuperó tras décadas escondido. Todo ello se materializó en los dos tomos de El Círculo de Bellas Artes (Alianza, 1999 y 2003).

- La Trilogía Blanca. Entre 2010 y 2017 vieron la luz tres libros que nada tienen que ver con la música (al menos, no directamente), pues contienen reflexiones y ensayos sobre la libertad -o, más bien, sobre la no libertad- de las relaciones amorosas y sexuales en nuestro entorno. Esta denominada Trilogía Blanca (Ediciones Línea) fue iniciada por Tres cuentos para Ita; le siguió Al pisar tu jardín, y finalmente Amores a mares.

- El Proyecto LUZ. Coincidiendo con sus cuarenta años como director, Temes puso en marcha el proyecto audiovisual denominado Proyecto LUZ: una serie de mediometrajes que toman como punto de partida una obra sinfónica española de primera categoría, recreada visualmente a través de imágenes narrativas en relación con aspectos sobresalientes de la cultura española, pasada o presente. La realización videográfica ha sido confiada a Marta Berzal y Julia Rodríguez de Haro, titulares de «4 en Raya Producciones». Hasta el momento han sido estrenados 11 mediometrajes de esta serie.

Está casado con Rosa María Molleda. Tienen dos hijas: Beatriz (1999) y Alicia (2003).
Temes ha compaginado siempre su trabajo específico como director de orquesta con otras tareas de investigación, gestión y difusión:
- Dirigió durante seis años (1979-1985) el Centro de Enseñanza Musical Maese Pedro, uno de los primeros conservatorios privados que se fundaron en España.
- Durante doce años (1983-1995) fue directivo (y una época, director en funciones) del Círculo de Bellas Artes de Madrid, en una etapa (junto con Rosa María Molleda y Tomás Marco) fundamentalísima para la historia de la institución.
- Durante seis años (1985-1991) fue Coordinador Artístico del Centro para la Difusión de la Música Contemporánea, del Ministerio de Cultura de España.

### Publicaciones escritas por José Luis Temes
Entre sus publicaciones literarias, junto a gran cantidad de artículos y notas, destacan:
- Instrumentos de percusión en la música actual. Digesa (Madrid), 1979. (Ded.: A José María Martín Porrás).
- Tratado de solfeo contemporáneo (15 volúmenes). Ediciones Línea (Madrid), 1981-1991. (Ded.: A Rosa).
- Apuntes anecdóticos de historia de la música. Ediciones Línea (Madrid), 1983. (Ded.: A mis padres y a mi hermano Agustín).
- Anton Webern. Ediciones Círculo de Bellas Artes (Madrid), 1988. (Ded.: A Carme Tudela).
- El Círculo de Bellas Artes. Madrid, 1880-1936. Alianza (Madrid), 1999. (Ded: A María Rosa Cepero y Tomás Marco).
- El Círculo de Bellas Artes. Madrid, 1939 a nuestros días. Alianza (Madrid), 2003. (Ded.: Para Beatriz)
- José Luis Turina. Publicaciones de la Orquesta Filarmónica de Málaga (Málaga), 2006. (Ded.: Para José Luis Turina, con mi amistad y admiración).
- (Edición, documentación y notas a las Memorias de Enrique Fernández Arbós; Alpuerto, 2004)
- Tres cuentos para Ita. Ediciones Línea (Madrid), 2010.
- Al pisar tu jardín. Ediciones Línea (Madrid), 2012.
- El siglo de la zarzuela 1850-1950. Editorial Siruela (Madrid), 2014 (Ded.: Para Alicia)
- Quisiera ser tan alto [Recuerdos de 40 años de música española]. Ediciones Línea (Madrid), 2015. (Ded.: Para José Luis García del Busto)
- Amores a mares. Ediciones Línea (Madrid), 2017. (Ded: I. Para Eva Gutiérrez Novo. II: Para Titxu Vélez)

### Publicaciones sobre José Luis Temes
- Los grandes directores de orquesta (Alianza Editorial, Madrid) Hans Klaus Jungheirich / José Luis García del Busto. Pág. 251.
- Diccionario de la música española e hispanoamericana (Instituto Complutense de Ciencias Musicales, Madrid). Tomo 10, pág. 261.